# Tête au chocolat
Pour les articles homonymes, voir Whippet et Tête-de-nègre.
Ne doit pas être confondu avec Merveilleux (gâteau).
Une tête au chocolat, parfois typographiée tête-au-chocolat, ou tête-choco, ou encore tête-de-nègre, est une friandise composée de blancs d'œufs battus ou de guimauve reposant sur une gaufrette ou un biscuit, le tout étant enrobé de chocolat. En francophonie, cette pâtisserie possède de nombreux noms et déclinaisons locales, notamment tête au choco, tête-mousse ou whippet (une marque canadienne). En Belgique, le terme melo cake est utilisé.
Le mot « nègre » figurant dans le nom de cette friandise faisant polémique en France ou ailleurs, du fait du rappel péjoratif de l'esclavage, la colonisation ou du racisme, la friandise est fréquemment rebaptisée pour respecter les personnes noires. Toutefois, l'appellation « tête-de-nègre » reste encore répandue de nos jours et les deux noms, l'ancien et le nouveau, cohabitent souvent à l'oral comme à l'écrit pour désigner clairement cette pâtisserie,. Dans d'autres pays ou régions, la pâtisserie garde son appellation initiale.
En homonymie, « tête-de-nègre » peut aussi correspondre à une couleur brune, un cuir, un champignon, un bonbon, un mascaron, etc. L'expression « tête de nègre » apparaît en France pour la première fois en 1829, dix-neuf ans avant l'abolition définitive de l'esclavage et alors que le pays est une grande puissance coloniale. Elle désigne alors la couleur d'un vêtement noire.

## Déclinaisons nationales

### Allemagne et Autriche

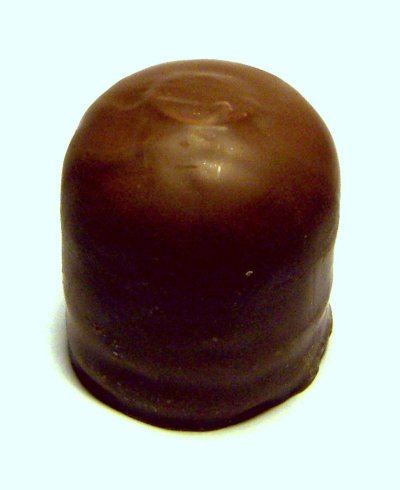
Schokokuss allemand.

En Allemagne, le schokokuss (« baiser au chocolat ») fut commercialisé pour la première fois en 1920 sous la marque Super-Dickmanns ou Grabower Süsswaren, bien que la première mention qui en soit faite date de 1829. Sa fabrication industrielle débuta dans les années 1950. Il est fabriqué tout le long de l'année, au rythme d'environ un milliard par an, ce qui donne une consommation moyenne d'environ 12 gâteaux par tête. Il est trouvé en supermarché, en pâtisserie, et on en vend traditionnellement dans les foires. On en trouve dans les marchés de Noël, ou lors de fêtes événementielles (comme l'Oktoberfest). Ils sont alors réalisés artisanalement.
Il s'agit d'une composition d'une très mince gaufrette recouverte de blanc d'œuf battu en neige et sucré, puis nappé de chocolat. Il existe sous différentes tailles et est généralement plus haut que les whippets canadiens. On le mange parfois écrasé entre deux bouts de petit pain ; on l'appelle alors matschbrötchen (« rouleau de boue », « rouleau de pain écrasé ») ; il est principalement consommé ainsi par les enfants. L'intérieur est toujours de la mousse de blancs d'œufs, enrichie en sucre ; on trouve des alternatives utilisant des édulcorants (remplaçant le sucre).
Auparavant, les noms traditionnels donnés à ce gâteau étaient mohrenkopf (« tête de Maure ») et negerkuss (« baiser de nègre ») ; la plupart des fabricants finirent par changer le nom, optant pour le terme neutre schokokuss (« baiser au chocolat »), schaumküsse ou schaumkuss (« baiser à la mousse »), ou des noms propres à chaque marque.
En Autriche toutefois, ce biscuit est connu sous le nom Schwedenbombe (« bombe suédoise », en allemand).
La tradition populaire allemande veut que le premier Schokokuss que l'on consomme soit mangé sans les mains.

### Amérique latine
En Bolivie, Chocolates Condor est le fabricant courant des besos de negro (« baisers de noir »). La confection évoque la version allemande, le schokoküsse, dans son utilisation de blanc d'œuf sucré à la place de chamallow. Malgré quelques tentatives pour introduire de nouvelles saveurs, la version « classique » demeure la plus populaire. On trouve ces gâteaux au Pérou sous le nom de beso de moza (« baiser de fille »), vendus par Nestlé. Un concours a actuellement[Quand ?] lieu pour déterminer lequel des parfums fraise ou lucuma sera vendu de façon permanente[réf. souhaitée].
En Colombie et en Équateur, ils sont nommés beso de negra (« baiser de femme noire »), ou encore chocmelo, un mot portemanteau entre « chocolat » et masmelo (chamallow). Ces derniers ne comportent pas toujours de gâteau à leur base, cependant,,.
En Uruguay, on nomme ce dessert ricardito, du nom du fabricant Ricard.
Au Brésil, ce dessert est connu sous le nom de nhá benta et est fabriqué par la chocolaterie Kopenhagen. Les biscuits sont vendus en plusieurs saveurs, comme fraise, noix de coco, vanille, citron, fruit de la passion, caramel et café. Le dessert est aussi connu comme teta-de-nega (« sein de nègre »). L'utilisation de ce nom est devenue plus rare récemment à cause de ces origines racistes. 

### Belgique
En Belgique, Milka les vend sous le nom de « melo cakes ». Ces friandises populaires sont vendues par paquets de 6, ou 30 pour le format « familial ». 
Dans les Flandres, la confection porte le nom de negerinnetetten. Le mot peut se traduire en « seins de négresse », mais pourrait provenir du mot français « tête », tout comme en France on appelait cela « tête de nègre ». C'est aussi une origine plausible pour le nom alternatif, negertetten. Les fabricants ont pris soin ici aussi de changer le nom.

### Canada

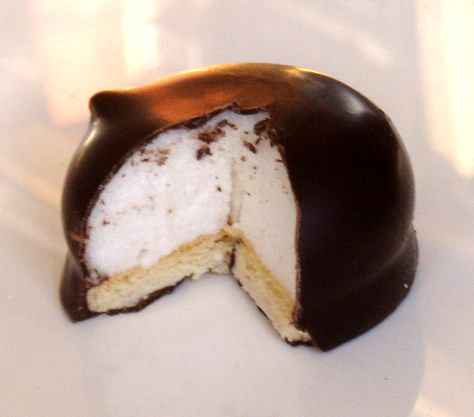
Biscuit industriel commercialisé sous la marque canadienne « Whippet ».

La marque « Whippet » identifie commercialement un biscuit à la guimauve, enrobé de chocolat. Elle a été créée en 1901, au Québec, où Théophile Viau, le fils de Charles-Théodore, fondateur de la biscuiterie Viau en 1867, a l’idée de déposer de la guimauve sur un biscuit à la vanille et d’enrober le tout de chocolat. Il baptise ce nouveau biscuit « Empire ». Théophile Viau décide de faire connaître son biscuit lors d’une partie de hockey, à l’aréna de Westmount : il fait distribuer son « Empire » aux spectateurs. Devant son succès apparent lors de cet événement, l'entreprise Viau décide de commercialiser l’Empire, à un prix assez élevé. Après la Première Guerre mondiale, le pays est en récession économique et les ventes de ce biscuit s'effondrent[réf. nécessaire].
En 1927, Théophile, alors âgé de 43 ans et directeur de Viau, simplifie la recette de l’Empire en en soustrayant l'un des ingrédients les plus coûteux : la vanille. Le prix ainsi diminué, la vente repart. Ce nouveau biscuit prend la marque « Whippet ». À l'origine, les biscuits de marque Whippet sont fabriqués manuellement. La guimauve est insérée avec de la gélatine de poisson par des douilles à pâtisserie que les employés manipulent individuellement. Les premières mécanisations se font vers 1935. La guimauve est alors déposée par une machine, sur les biscuits en mouvement sur une chaîne de montage. L'approvisionnement de la machine à guimauve reste réalisé par le biais de cuvettes transportées par un opérateur qui en verse le contenu dans un entonnoir. Il faut attendre le début des années 1960 pour qu’un système de tuyauterie soit implanté afin d’acheminer directement la guimauve des cuves aux biscuits. Ce biscuit a longtemps été fabriqué dans l'usine Viau située dans l'est de la ville de Montréal. Dare, propriétaire de Viau depuis 2001, a transféré la production en 2003 dans une autre usine[réf. nécessaire].
Au début du siècle, les biscuits de marque Whippet sont vendus dans des contenants en métal que les gens appellent « tin ». Lourdes et peu pratiques, ces tins sont consignés[réf. souhaitée]. En 1930, les boîtes en carton font leur apparition. Les biscuits de marque Whippet sont entourés d'un papier ciré et placés dans des boîtes scellées par un ruban adhésif. Au début des années 1970, les boîtes sont enveloppées d’une cellophane. En 1990, la cellophane n’entoure plus la boîte mais le plateau de présentation, afin de favoriser la conservation du produit. L'origine du terme « whippet » est incertaine. D'après la petite histoire, ce nom est inspiré du nom de la race du chien que Théophile Viau aurait possédé : un lévrier whippet. Certaines hypothèses plus modernes attribuent ce nom au mot anglais whip (en français, « fouet »), la guimauve du biscuit commercialisé sous cette marque étant fouettée[réf. nécessaire].
Les biscuits de marque Whippet comprennent principalement : un biscuit, à sa base, composé de farine, de sucre et de matières grasses ; de guimauve blanche au-dessus du biscuit, à base de sirop de maïs, de sucre, de gélatine et d'arômes, fouettée, pasteurisée et aérée avant d'être déposée sur le biscuit ; de chocolat, qui enrobe le tout, composé d'une liqueur de chocolat mélangée avec du beurre de cacao.
Le chocolat forme une houppette au-dessus du Whippet qu'il enrobe. Involontairement au début, l'emploi de la douille à pâtisserie était responsable de celle-ci, puis elle est devenue la marque de fabrique du produit. Aujourd’hui, les douilles automatiques sont ajustées de manière à reproduire, de manière volontaire, cette houppette[réf. nécessaire].

#### Dans la culture populaire
Sur l'album d'eXterio Vous êtes ici, on retrouve une chanson en hommage aux whippets.

### Danemark

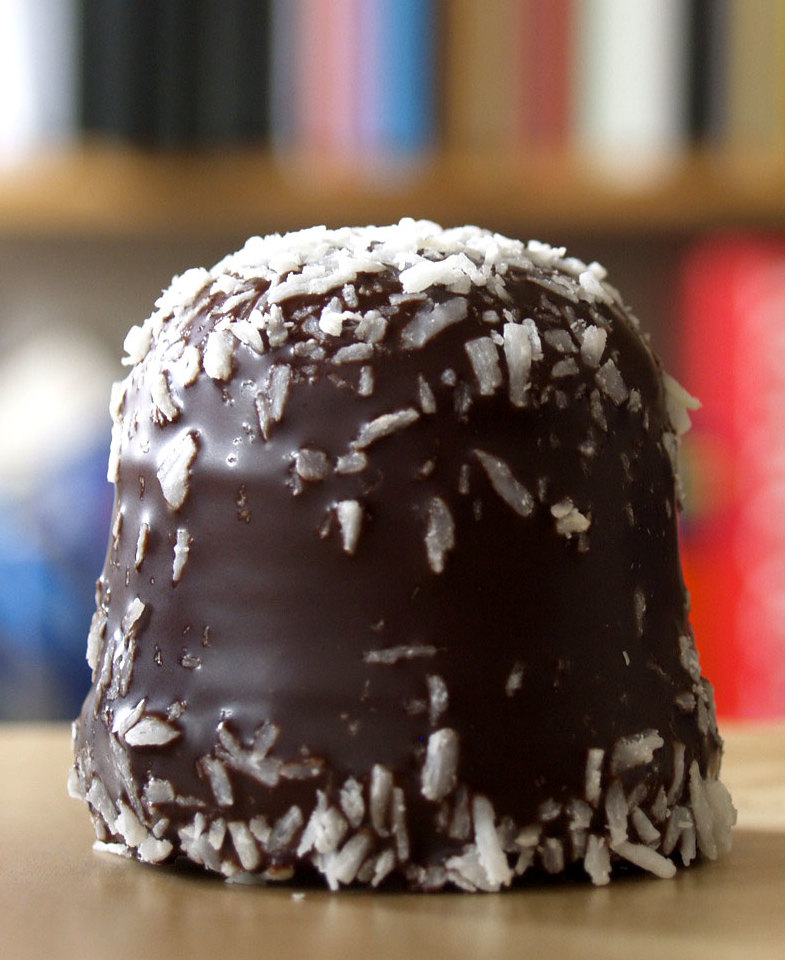
Flødebolle danois.

Au Danemark, la confection se nomme flødebolle (« petit pain à la crème »), et porta le nom de negerbolle (« petit pain nègre ») ou negerkys (« baiser de nègre ») dans certaines parties du pays, notamment Copenhague et ses alentours. Des années 1960 à 1980, le terme « nègre » fut délaissé par tous les industriels, car désormais considéré comme raciste[réf. nécessaire]. On trouve aussi au Danemark une version de forme aplatie, surnommée bøf (« steak »).
Le Danemark est le plus gros producteur de confiseries au marshmallow enrobées de chocolat, avec environ 800 millions d'unités produites par an. Le plus gros fabricant, Elvirasminde, en produit près de 650 millions, parmi lesquels 400 millions sont exportés et le reste consommé par la population danoise ; ce qui en moyenne fait environ 45 flødeboller par habitant par an.
Il est de coutume de donner ces gâteaux aux enfants à l'école, le jour de leur anniversaire. On en trouve dans n'importe quel supermarché, et la plupart des fabricants proposent des versions haut-de-gamme. On en mange aussi souvent en accompagnement d'un cornet de glace. Posé sur la dernière boule du cône, avec de la crème fouettée et de la confiture, un mélange appelé Guf. On en trouve même parfois dans les restaurants. Leur fabrication est un défi pour les pâtissiers amateurs, comme c'est le cas dans l'émission danoise Den store Bagedyst (« Le Grand Concours de pâtisserie »).
La popularité du gâteau se remarque aussi à travers la quantité de variantes qui existent. L'enrobage peut être en chocolat blanc ou noir, à la liqueur, ou encore avec des vermicelles. Le biscuit de base est souvent un cracker basique, mais les versions haut de gamme utilisent un shortbread, biscuit à la pâte d'amandes (massepain), ou autre. Il est très courant d'aromatiser le cœur en préparation maison, et les magasins offrent des versions contenant liqueur et de la pâte d'amandes. Enfin, les formes vont du plat (les fameux bøf) à grand et hérissé de pointes (« arbre de Noël » pour les fêtes).
Les dix dernières années, les déclinaisons « de luxe » ont gagné en popularité, ce qui fait qu'on s'offre désormais un flødebolle en cadeau ou en dessert, comme on s'offrirait une boîte de chocolats de qualité. Les versions de luxe ont d'ailleurs un chocolat plus épais et de meilleure qualité, parsemé d'ingrédients divers (de l'éclat de noix au tout petit bout d'or). Le biscuit du fond, habituellement sans grand goût, est remplacé systématiquement par du massepain. On trouvait surtout ces types dans des magasins spécialisés et restaurants, mais leur popularité les a fait apparaître au supermarché.

### États-Unis
Aux États-Unis, l'entreprise d'industrie agroalimentaire Nabisco fabrique des confiseries sous la marque commerciale Mallomars. Sur un biscuit Graham circulaire est déposé une boule de guimauve, le tout enrobé de chocolat noir. Cette marque a été créée en 1913, en même temps que la marque Moon Pie, fabriquée avec des ingrédients similaires. La première boîte de Mallomars fut vendue à West Hoboken (maintenant appelée Union City), dans le New Jersey.
Cette marque est généralement commercialisée d'octobre à début avril. En été, la chaleur ferait en effet fondre leur chocolat, mais il s'agit tout autant d'une raison purement mercatique. Les amateurs en stockent pendant les mois froids et les gardent au réfrigérateur pendant les périodes chaudes, quand bien même Nabisco vend d'autres biscuits au chocolat, cette fois tout le long de l'année. 85 % des biscuits de marque Mallomars sont vendus dans le Grand New York. Ils sont tous fabriqués au Canada, dans une usine à Scarborough, en Ontario.
La décision de Nabisco de ne vendre ces biscuits que pendant certains mois de l'année a été parodiée par le comédien et graphiste Pierre Bernard, dans un sketch pour le show Late Night with Conan O'Brien. Ils ont également été moqués dans un épisode des Craquantes, dans lequel Rose Nylund (Betty White) confond « Mallomars » avec l'auteur Bernard Malamud. Enfin, dans un épisode des Simpsons, Une crise de Ned, la maison des Flanders est détruite, ce qui conduit Ned Flanders à s'en prendre à plusieurs habitants, dont Chef Wiggum à qui il rétorque : « The last case YOU got to the bottom of was a case of Mallomars ! » (« case » signifiant à la fois « affaire » et « caisse », le jeu de mots lui reproche à la fois son incompétence en tant que policier et sa gourmandise).

### Finlande
En Finlande, le nom Neekerinsuukot fut importé d'Allemagne, et en 1951 on les appelait « baisers de nègres ». En 2001, leur nom changea pour « baisers de Brunberg », du fabricant du même nom pour les mêmes raisons qu'au Danemark et ailleurs.

### France
Cette friandise ancienne typique est usuellement nommée « tête de nègre » dans la gastronomie du Nord de la France. Les commerçants la remplacent souvent par une pâtisserie nommée « boule meringuée au chocolat », « boule choco », « arlequin » ou d'autres noms encore selon les régions. La pâtisserie est composée de deux demi-sphères de meringue collées par de la crème au beurre et au chocolat fouettée, puis saupoudrée de paillettes de chocolat.

### Israël

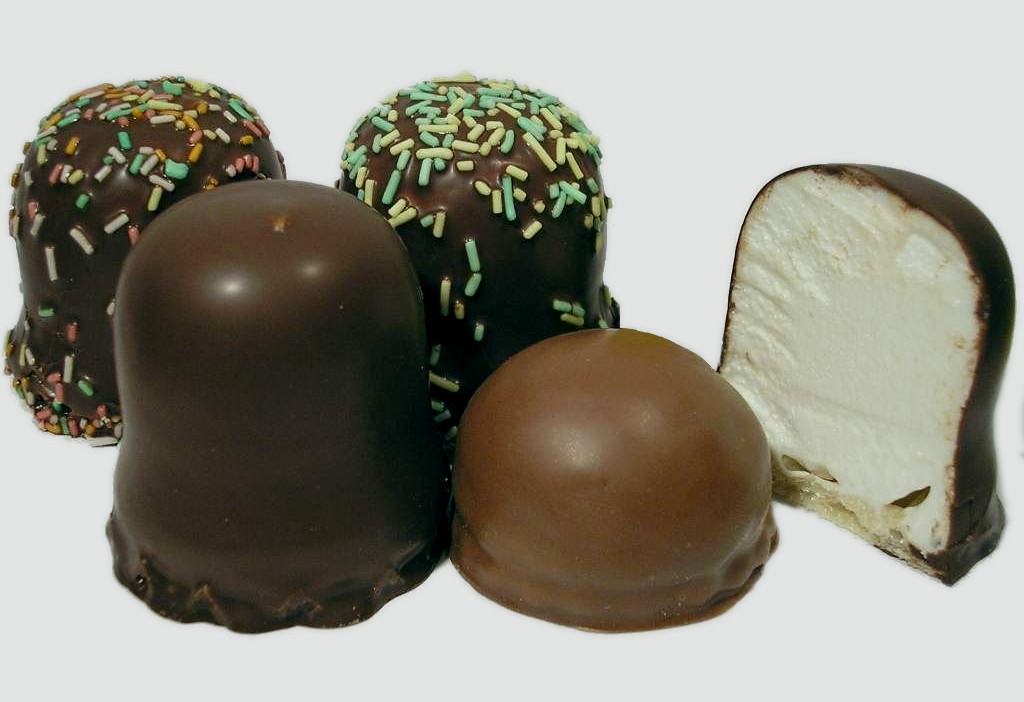
Krembos israéliens.

Le krembo, ou creambo (de l'hébreu קרמבו, littéralement « crème à l'intérieur »), est le nom d'une friandise au marshmallow ou guimauve enrobée de chocolat et populaire en Israël, en particulier comme alternative aux glaces en hiver. Le « snack krembo fouetté » est composé d'un biscuit rond à sa base (17 % de la masse totale), de mousse crémeuse au marshmallow (53 %), de chocolat (environ 30 %), le tout enveloppé d'un papier aluminium coloré. Au cours du temps, plusieurs parfums de mousse sont apparus, le plus populaire étant vanille, et dans une moindre mesure, moka. Selon une étude financée par Strauss, plus gros fabricant de krembo en Israël, 69 % des Israéliens préfèrent entamer un krembo par le haut (la crème), et 10 % par le bas (biscuit) ; le reste n'indiquant aucune préférence.
Les confiseries européennes de ce genre étaient populaires en Palestine mandataire en tant que fabrications « maison », sous le nom de kushi (hébreu désignant les Noirs africains) ou rosh kushi (« tête de Noir africain »). Ces noms étaient inspirés de ceux utilisés alors en Europe, qui comportaient souvent cette connotation avec les « nègres ». En 1966, le biscuit entra dans une production industrielle. La première société les fabriquant, la Whitman Company, lui donna le nom de krembo. En 1967, apparut une variante au moka. En 1979, la société fut rachetée par le groupe Strauss, qui depuis domine le marché du krembo en Israël. Les années 1980 et 1990 virent de petits fabricants créer de nouvelles variantes, à la fraise ou la banane par exemple, sans jamais réussir à gagner des parts réellement importantes du marché. Aujourd'hui, Strauss possède 54 % du marché du krembo dans le pays. En 2007, Nestlé introduisit une déclinaison à la crème glacée appelée lekbo (littéralement « lécher à l'intérieur »). 
Les krembos sont des friandises saisonnières vendues 4 mois par an seulement, d'octobre à février. Ce qui n'empêche pas que 50 millions s'en vendent chaque année –soit 9 par personne en moyenne. On en exporte aux États-Unis et au Canada, via des magasins kasher ou des enseignes spécialisées dans l'import. En 2005, le groupe Strauss signa un accord avec Unilever pour exporter des krembos aux États-Unis et Canada, face à la demande grandissante en produits rigoureusement certifiés kasher. Les termes du contrat stipulent qu'ils ne peuvent être vendus qu'en supermarché kasher ou magasin d'import. Aux États-Unis, ils sont distribués par Dairy Delight, une filiale de Norman's Dairy.
Un krembo pèse environ 25 g, pour 115 calories. D'après les informations trouvées sur les emballages, 100 g de krembo équivalent à 419 calories, et contiennent : 3,2 g de protéines, 64 g de glucides (dont 54 g de sucres), 67 mg de sodium, 16,7 g de graisses (dont 13,9 g d'acides gras poly-saturés).
En se basant sur la cacheroute dans la Loi juive (ou Halakha), certains rabbins orthodoxes préconisent de manger les krembos en suivant des étapes précises. Le « bénédicité juif » (bénédiction de toute nourriture avant de la manger) associé au biscuit est boreh miney mezonot, tandis que pour la crème et le chocolat, il s'agit de shehakol nihiyya bidvaro. L'Halakha stipule que pour manger un aliment mélangeant plusieurs ingrédients, on doit énoncer le bénédicité de (ou des) l'ingrédient(s) principal(aux). Par exemple, pour un croissant au chocolat, on utiliserait le bénédicité lié à sa pâte, et pas au chocolat. Cependant, dans le cas du krembo, il n'existe pas de consensus désignant lequel des ingrédients est le « principal ». Une solution est d'énoncer le bénédicité de chaque ingrédient, séparément.

#### Dans la culture populaire
- Le krembo est devenu une icône nationale populaire. Bien qu'il soit considéré comme une friandise pour enfants, des sociologues ont découvert que les adultes expatriés aux États-Unis en consomment par nostalgie de leur enfance, comme un aliment-réconfort.

- La chanson Shir HaMakolet (Chanson de l'épicerie) du groupe de rock israélien Kaveret mentionne un personnage achetant un krembo.

- Dans la version en hébreu de Harry Potter à l'école des sorciers, traduite par Gili Bar-Hillel, Dumbledore a pour sucrerie favorite le krembo, au lieu du sherbet lemon dans la version originale.

- Alon « Krembo » Sagiv est un personnage fictif dans le film culte israélien Mivtza Savta (« Opération Grand-mère ») : enfant dans un kibboutz, il vola une boîte entière de krembos avant de s'enfermer dans sa chambre. Tout le kibboutz attendant qu'il sorte dehors, il a dû engloutir toute la boîte (500 krembos) pour se débarrasser des preuves de son forfait, gagnant ainsi son surnom détesté.

### Nouvelle-Zélande
En Nouvelle-Zélande, la variété de chocolaté fish, littéralement « poisson au chocolat », est une friandise populaire. En forme de poisson, elle fait généralement entre 12 et 20 cm de longueur, et contient du marshmallow (guimauve) blanc ou rose ; elle est enrobée de chocolat au lait. Lors de sa fabrication, le chocolat fondu passe devant une souffleuse, ce qui permet d'imiter la texture ondulée des écailles de poisson. La culture néo-zélandaise veut que l'on offre ces friandises en récompense de petits travaux pour les enfants.
Parallèlement, le fabricant alimentaire Griffin's vend en Nouvelle-Zélande des gâteaux chocolatés, décrits comme « un chamallow léger et onctueux posé sur un shortcake, nappé de luxueux chocolat au lait. » Le chamallow dans les MallowPuffs[Quoi ?] est plus dense que dans la plupart des autres variantes (comme les teacakes anglais, par exemple). Plusieurs saveurs sont disponibles, entre autres « cookie et crème », hokey pokey, toffee, rocky road, double chocolat et bien sûr la version originale. 
Le slogan tiré d'une campagne publicitaire, « Have you done enough for a MallowPuff ? » (« Méritez-vous un MallowPuff ? ») est passé dans la culture populaire néo-zélandaise. 

### Pays de l'ex-URSS

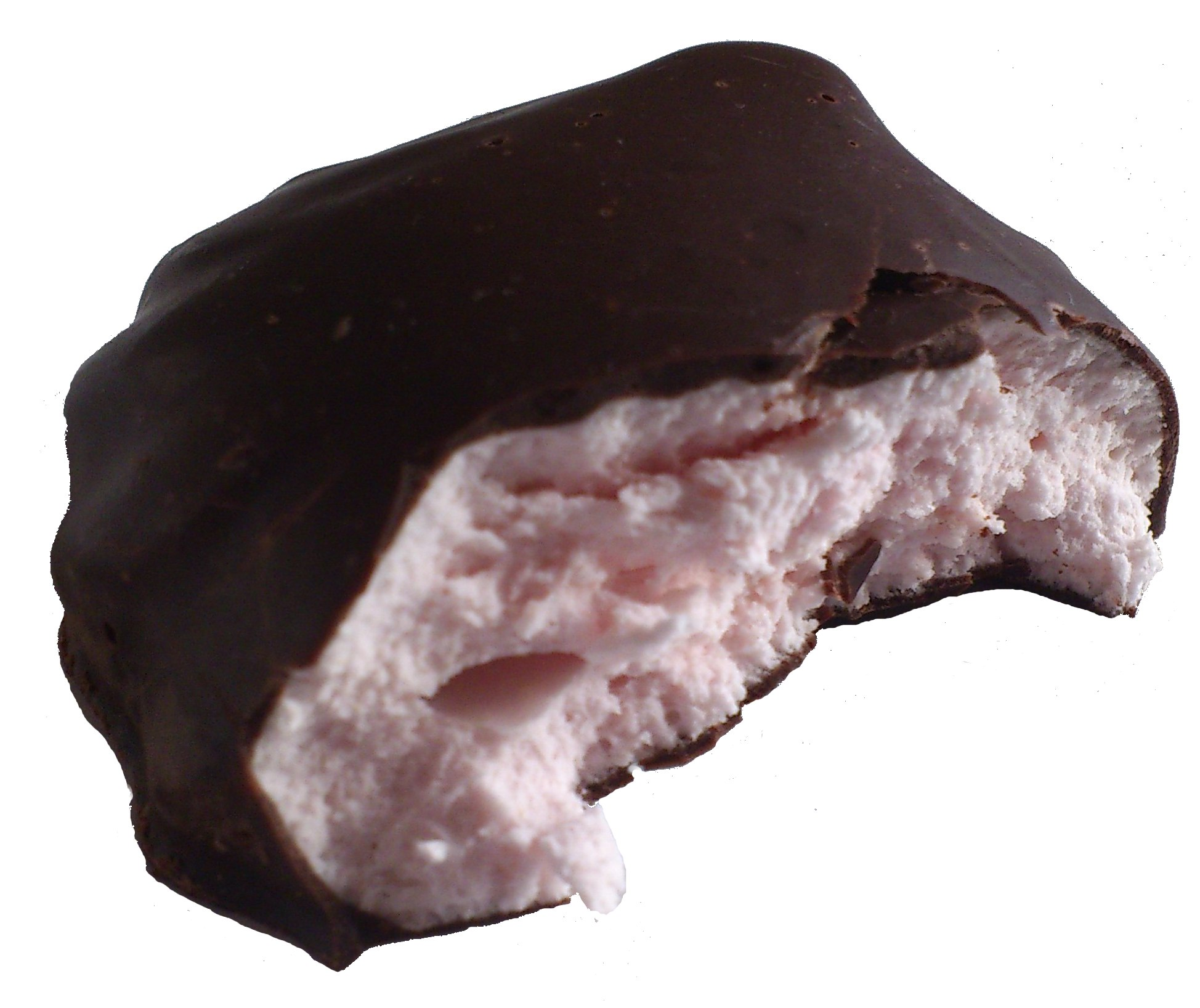
Zefir russe enrobé de chocolat.

Le zefir (mot russe, également zephyr ou zephir) est fait de purée de fruit ou de baie, avec du sucre et du blanc d'œuf. Il est fabriqué et vendu dans divers pays ayant été dominés par l'ex-Union soviétique. La recette est intermédiaire entre la pastila (en) russe et la meringue française. Son nom, tiré du dieu grec Zéphyr des légers vents de l'ouest, évoque la légèreté de sa confection.
En réalité, sa consistance est proche de celle des chamallows, krembos ou schokokuss. Sa forme évoque celle d'une meringue classique ; en revanche, elle n'est pas croquante. Les variantes courantes sont « pures » ou enrobées de chocolat, mais jamais on n'y trouve de biscuit. 

### Pays-Bas

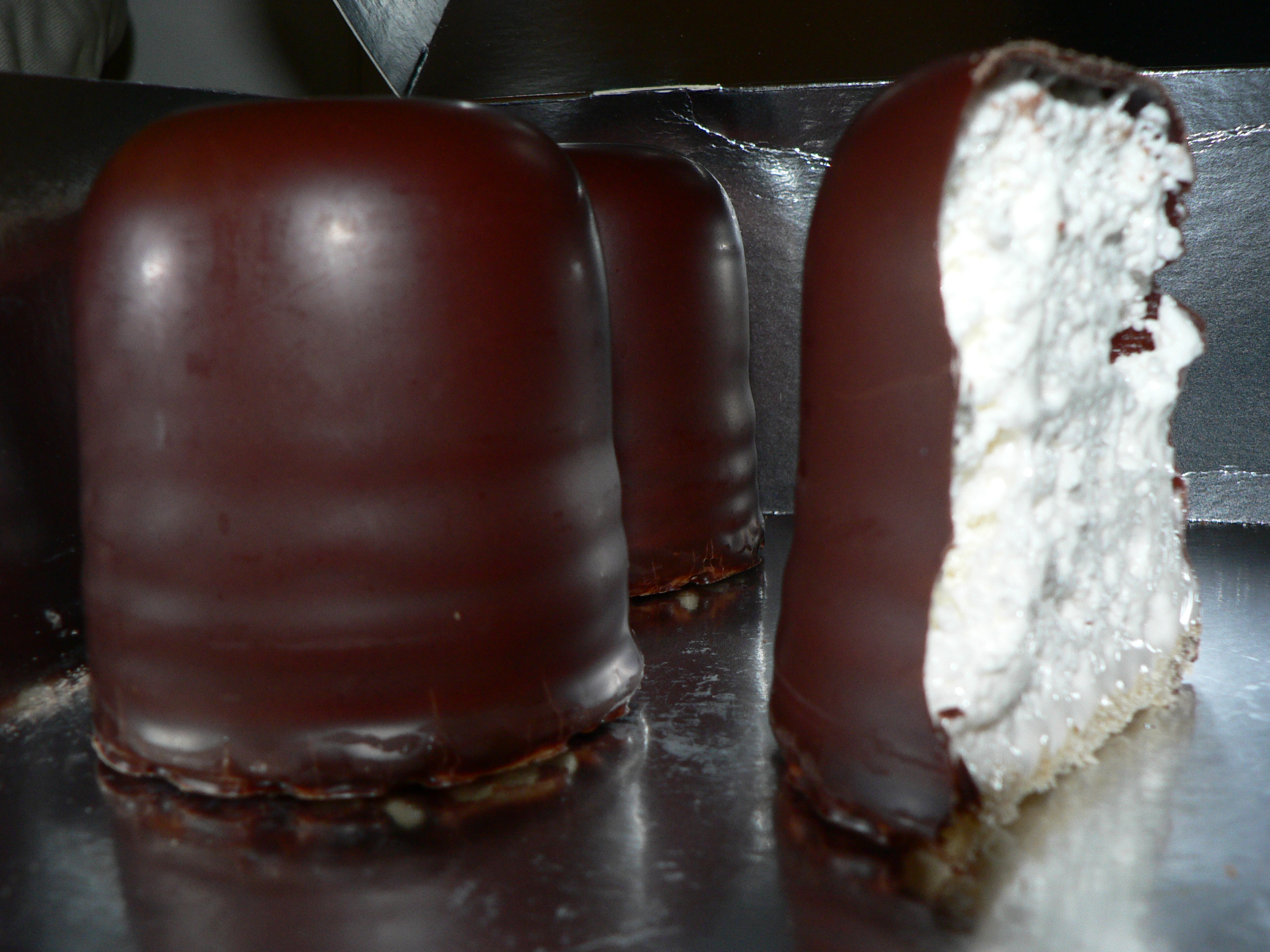
Negerzoenen néerlandais.

Aux Pays-Bas, negerzoenen signifie « baisers de nègres » ; certaines compagnies ont adapté plus tard le nom zoenen (« baisers »). Ceci mène à un débat, le mot néerlandais neger étant en réalité plutôt neutre, comparé à l'anglais negro à connotation péjorative et raciste. On trouve alors à la vente des boîtes de neuf de ces gâteaux, ce qui donne le jeu de mots negen zoenen (« neuf baisers ») ; une des sociétés ayant adopté ce nom, Buys, a publiquement assuré l'avoir fait pour des raisons de marketing.

### Philippines
Aux Philippines, on trouve des produits similaires aux mallomars appelés « choco mallows », à la différence près qu'ils sont disponibles tout le long de l'année. Le climat tropical local fait qu'en lieu et place de la coquille dure de chocolat typique, on trouve une coquille plus molle, qui ne durcit pas complètement même après un passage au frigo.

### Portugal

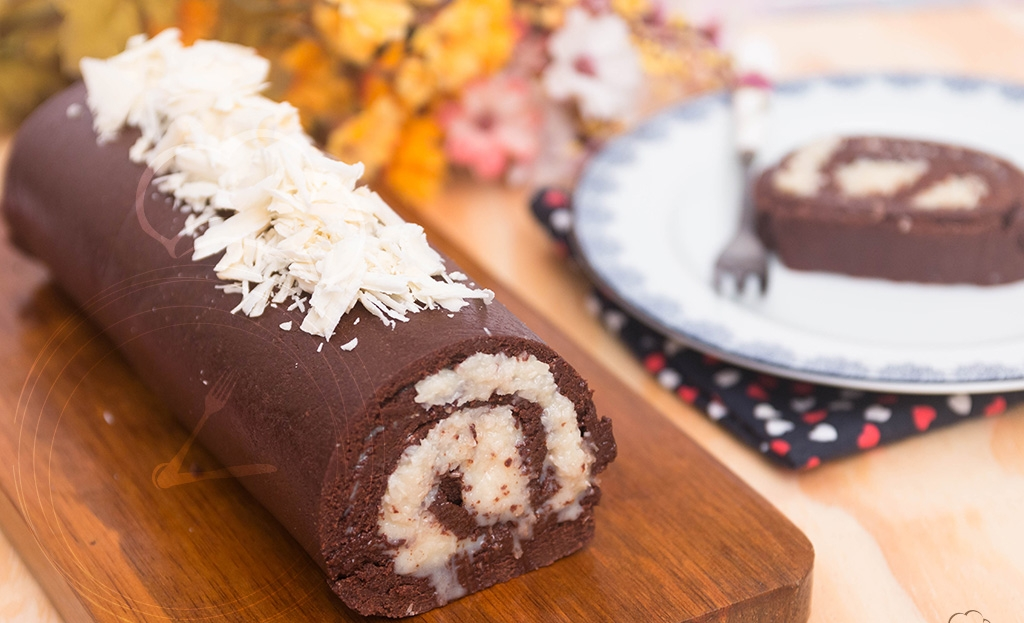
Rocambole de chocolate e beijinho portugais.

Au Portugal, les bombocas sont vendus par différentes marques, souvent en supermarché. On en trouve trois variétés : meringue (intérieur blanc), fraise (rose), et vanille (jaune). Depuis quelques années, on les appelle aussi beijinhos (« bisous »).

### Royaume-Uni

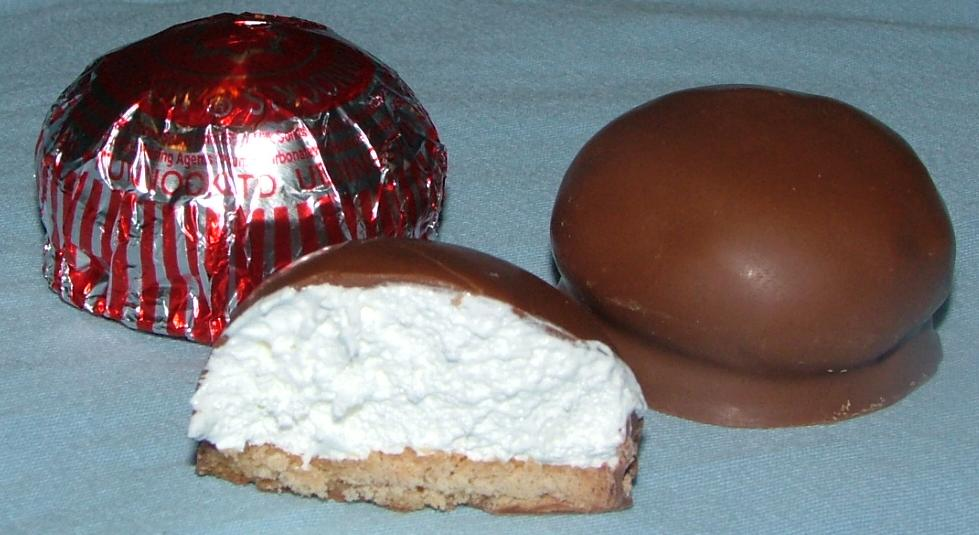
Tunnocks teacakes anglais.

Au Royaume-Uni, cette friandise porte le nom de chocolate teacake (littéralement, un gâteau au chocolat pour accompagner le thé), bien qu'un teacake soit plutôt le nom donné à un petit roulé aux fruits secs, que l'on sert grillé et beurré. Les chocolate teacakes viennent du Danemark, où l'on trouve de nombreuses variantes. On le sert généralement l'après-midi, avec une tasse de thé.
Plusieurs fabricants produisent ces teacakes au Royaume-Uni, le principal étant Tunnock's, une entreprise écossaise fondée en 1890. Il a été inventé par Sir Boyd Tunnock en 1956,. Le Tunnock's teacake est considéré comme similaire au traditionnel biscuit anglais, dégusté à l'heure du thé. En Écosse, le teacake jouit d'une grande notoriété, associé à l'enfance, voire parfois à un symbole du chez-soi. Le Scottish National Blood Transfusion Service (Service national des transfusions sanguines écossais) les donne d'ailleurs aux donneurs de sang écossais après la transfusion. Sur Internet, toute une communauté existe autour du Tunnock's teacake et l'université de Dundee comporte même un groupe officiel d'amateurs de ces gâteaux. Une reproduction géante et comestible d'un Tunnock's teacake fut réalisée par Michelle Kershaw et Nick Dodds pour l'émission Pimp That Snack. La cérémonie d'ouverture des Jeux du Commonwealth de 2014, à Glasgow, offrit entre autres en spectacle des versions géantes et dansantes de ces célèbres gâteaux,.
Le gâteau consiste en une base ronde de shortbread surplombée d'une demi-sphère de meringue italienne, une préparation à base de blancs d'œufs similaire au marshmallow. L'utilisation de blanc d'œuf et non pas de gélatine, comme dans ce dernier, confère sa légèreté au mélange. L'ensemble est enrobé d'une fine couche de chocolat ou de lait. Les Tunnock's sont ensuite enveloppés d'un papier aluminium coloré qui les rend facilement reconnaissables : argenté et rouge pour la variété au chocolat au lait, or et bleu pour celle au chocolat noir. Plusieurs concurrents de Tunnock's, comme Lees' Foods, mettent de la confiture au centre du teacake. En 2013, Costa Coffee, une chaîne de cafés anglaise, ajouta un teacake géant au marshmallow à ses produits, trois fois plus grand qu'un teacake classique, où le biscuit à sa base est au chocolat, et avec de la confiture à la framboise au milieu.
Un débat pour savoir si le teacake est un biscuit ou un gâteau entraîna la société anglaise Marks and Spencer devant la Cour de justice européenne. Les autorités anglaises gérant les taxes (HM Revenue and Customs) avaient accepté la position défendue par la société, qui le définissait comme un gâteau (les biscuits étant taxés, et les gâteaux non), mais en refusant de lui rembourser la taxe sur la valeur ajoutée,. La Cour européenne trancha en faveur de Marks and Spencer, et au terme d'une session ultérieure devant les Law Lords anglais en 2009, au bout de 13 ans de litige, Marks and Spencer se vit rembourser la totalité de la taxe payée de 1973 à 1994, soit 3,5 millions de livres sterling. Ce litige fut mené avec le soutien de McVitie's et ses Jaffa Cakes.

### Serbie
Produits en Serbie par Jaffa Crvenka, sous le nom de Munchmallow, ils comportent un biscuit à leur base et contiennent un mélange spongieux couvert de cacao. 

### Suisse
La tête-choco est une friandise également typique de Suisse où elle a les mêmes caractéristiques qu'en Allemagne. Créée en 1930 par l'entreprise Perrier à Chavannes-près-Renens dans le canton de Vaud[réf. nécessaire], c'est en 1969 qu'elle est commercialisée par l'entreprise fribourgeoise Villars. En Suisse romande, après avoir été longtemps connue sous le nom de « tête de nègre », Villars la renomme en 1992 « tête au choco ».
En Suisse alémanique, bien que la plupart des fabricants emploient de nos jours les dénominations Schokokuss ou Schokokopf (avec des variations en Choco- ou Schoggi), la dénomination Mohrenkopf est encore utilisée par au moins l'un d'entre eux.

### Turquie
En Turquie, plusieurs noms existent pour désigner ce genre de confection. Littéralement, la traduction serait Konfeksiyon. Des noms de marques y sont aussi associés, comme Çokomel ou Eti Puf.

### Autres variétés
- Au Liban, dans les années 1950, une variante locale apparut nommée ras el abd (tête de nègre ou noir), vendue par Gandour. Le nom changea depuis pour tarboush (fez), mais les habitants la désigneraient toujours avec cet ancien nom.

- Les Chocolate Royals vendus par Arnott's en Australie sont des chamallows (guimauves) enrobés de chocolat, au lait ou noir, et ressemblent en apparence aux teacakes de Tunnock's.

- En Afrique du Sud, une confection similaire est la sweety pie, fabriqués à l'origine par Cadbury's, mais maintenant repris par Beyers.

## Chocolate marshmallow pies

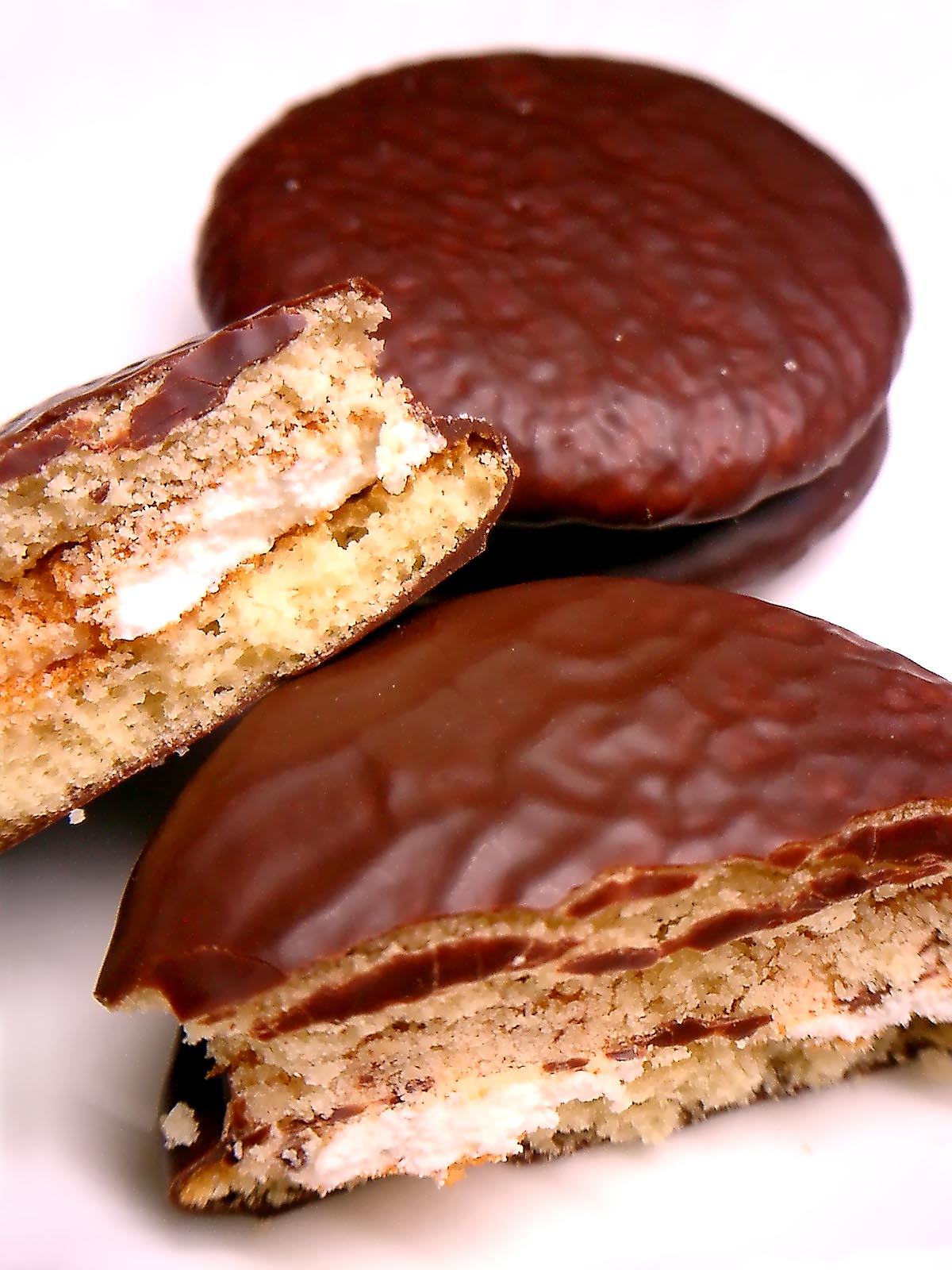
Chocolate pie.

Les chocolate marshmallow pies (« tartes au marshmallow chocolaté ») sont une recette proche, mais qui ajoute une couche de gâteau ou de cookie au-dessus de la préparation, et pas seulement en dessous. Selon l'endroit, leur nom varie :
- Chocolate marshmallow pies est le nom générique aux États-Unis (Little Debbie par exemple, vend un produit appelé Chocolate Flavored Marshmallow Pies)[43] ;
- Moon pie dans le Sud des États-Unis en particulier, qui est une marque de la Chattanooga Bakery ;
- Scooter pie (une marque de Burry's), toujours aux États-Unis, cette fois dans les États du Nord-Est[44] ;
- Choco pie (autrefois nom de marque, et désormais terme générique) originellement de Corée du Sud, mais désormais aussi en Russie et dans d'autres pays d'Asie du Sud, de l'Est, et du Sud-Est ;
- Angel pie (une marque de Morinaga) au Japon ;
- Wagon Wheels (un nom utilisé à la fois par Burton Biscuit's[45] et Les aliments Dare[46]) au Royaume-Uni, Canada, Australie, et d'autres pays.